# Festival international du film de femmes de Salé
Le Festival international du film de femmes de Salé (المهرجان الدولي لفيلم المرأة بسلا) ou FIFFS, est un festival cinématographique se déroulant dans la ville de Salé, au Maroc.
Organisé par l'Association Bouregreg sous le haut patronage du roi Mohammed VI en vue de promouvoir le cinéma de femmes et de mettre en valeur les femmes dans le cinéma, il a été créé en 2004 et a pris un rythme de croisière annuel depuis 2009.

## Histoire
Créé en 2004 et suivi d'une deuxième édition en 2006, le FIFFS connaît un rythme annuel depuis 2009.
Conçu au départ pour accueillir des films de réalisatrices, il accueille finalement aussi des films de réalisateurs, permettant ainsi au regard de réalisatrices et réalisateurs de se croiser sur les femmes.

## Palmarès
| Édition | Date                          | Grand Prix                                                         | Prix du Jury                                                                                        | Première œuvre                                                                     |
| ------- | ----------------------------- | ------------------------------------------------------------------ | --------------------------------------------------------------------------------------------------- | ---------------------------------------------------------------------------------- |
| 1re     | 10-15 juillet 2004            | Depuis qu'Otar est parti… de Julie Bertuccelli ( France/ Belgique) | L’Examen de Nasser Refaie ( Iran)                                                                   | Hard Goodbyes: My Father de Penny Panayotopoulou ( Grèce)                          |
| 2e      | 5-9 septembre 2006            | Play d'Alicia Scherson ( Chili)                                    | Sous le toit de Nidal Al-Dibs ( Syrie)                                                              | La Chienne de vie de Juanita Narboni (en) de Farida Benlyazid ( Maroc)             |
| 3e      | 28 septembre-3 octobre 2009   | Fausta de Claudia Llosa ( Pérou)                                   | Wendy et Lucy de Kelly Reichardt ( États-Unis)                                                      | Premières Neiges d'Aida Begic ( Bosnie-Herzégovine/ Allemagne/ France)             |
| 4e      | 20-25 septembre 2010          | Une vie toute neuve d'Ounie Lecomte ( Corée du Sud)                | La Robe du soir de Myriam Aziza ( France)                                                           | La Nana de Sebastián Silva ( Chili) Puzzle de Natalia Smirnoff ( Argentine)        |
| 5e      | 19-24 septembre 2011          | L'Étrangère de Feo Aladag ( Allemagne)                             | Winter's Bone de Debra Granik ( États-Unis)                                                         | Corpo celeste d'Alice Rohrwacher ( Italie)                                         |
| 6e      | 17-22 septembre 2012          | Hanezu, l'esprit des montagnes de Naomi Kawase ( Japon)            | Androman, de sang et de charbon (ar) d'Azlarabe Alaoui (ar) ( Maroc) Violeta d'Andrés Wood ( Chili) | Portrait au crépuscule d'Angelina Nikonova ( Russie)                               |
| 7e      | 23-28 septembre 2013          | Wadjda de Haifaa al-Mansour ( Arabie saoudite)                     | Eat Sleep Die de Gabriela Pichler ( Suède)                                                          | Eka et Natia, Chronique d'une jeunesse géorgienne de Nana Ekvtimishvili ( Géorgie) |
| 8e      | 22-27 septembre 2014          | Refugiado de Diego Lerman ( Argentine)                             | 40 Days of Silence de Saodat Ismailova ( Ouzbékistan)                                               | Fatat El Masnaa de Mohamed Khan ( Égypte)                                          |
| 9e      | 28 septembre-3 octobre 2015   | Decor d'Ahmad Abdalla ( Égypte)                                    | Vierge sous serment de Laura Bispuri ( Italie)                                                      | Mustang de Deniz Gamze Ergüven ( Turquie/ France)                                  |
| 10e     | 16-21 septembre 2016          | Toni Erdmann de Maren Ade ( Allemagne)                             | Wolf and Sheep de Shahrbanoo Sadat ( Afghanistan)                                                   | Campo Grande (en) de Sandra Kogut (en) ( Brésil)                                   |
| 11e     | 25-30 septembre 2017          | Été 93 de Carla Simón ( Espagne)                                   | Ava de Léa Mysius ( France)                                                                         | Marlina, la tueuse en quatre actes de Mouly Surya ( Indonésie)                     |
| 12e     | 24-29 septembre 2018          | Lune de miel de Ioana Uricaru ( Roumanie)                          | Carmen et Lola de Arantxa Echevarría ( Espagne)                                                     | Les anges portent du blanc de Vivian Qu ( Chine)                                   |
| 13e     | 16-21 septembre 2019          | Der Boden unter den Füßen de Marie Kreutzer ( Autriche)            | Dieu existe, son nom est Petrunya de Teona Strugar Mitevska ( Macédoine du Nord)                    | Der Boden unter den Füßen de Marie Kreutzer ( Autriche)                            |
| 14e     | 8-13 novembre 2021            | Kuessipan de Myriam Verreault ( Canada)                            | Costa Brava de Mounia Akl ( Liban)                                                                  | Clara Sola de Nathalie Álvarez Mesén ( Costa Rica/ Suède)                          |
| 15e     | 26 septembre-1er octobre 2022 | Ninjababy de Yngvild Sve Flikke (de) ( Norvège)                    | El agua de Elena López Riera Espagne                                                                | Moja Vesna de Sara Kern Slovénie/ Australie                                        |